# Catàleg Hoboken
|  | Aquest article tracta sobre el catàleg de les obres de Haydn. Per a altres significats de "Hoboken", vegeu Hoboken. |

Les obres de Haydn avui en dia estan classificades segons els sistema que va posar a punt Anthony van Hoboken, que ha estat adoptat universalment, tot i que avui en dia se sap que no reflecteix amb exactitud la cronologia de composició de les obres, criteri d'ordenació que Hoboken prenia com a base. Cada obra s'identifica per una xifra romana que correspon a la categoria, que en la majoria de casos correspon a un gènere. Algunes categories tenen subdivisions, cosa que se senyala a una lletra minúscula), A continuació apareix un número en numeració aràbiga que correspon a l'ordre de l'obra concreta dins de la categoria.
- Categoria I : 104 simfonies, a més de les simfonies A i B, i una simfonia concertant composta el 1792 quan era a Londres per tal de respondre a Ignace Joseph Pleyel, el seu ex-alumne i que havia esdevingut el seu rival en el pla estrictament professional
- Categoria Ia : 16 obertures
- Categoria II : 24 divertimentos, 8 nocturns, 6 scherzandos
- Categoria III : 68 quartets de corda
- Categoria IV : 11 divertimentos a tres veus
- Categoria V : 31 trio per a cordes
- Categoria VI : 6 duos per a violí i viola
- Categoria VII : concerts: 4 per a violí, 2 per a violoncel, 1 per a contrabaix, 3 per a trompa, 1 per a trompeta, 1 per a flauta travessera, i 5 per a "lira organizzata", un instrument semblant a la viola de roda
- Categoria VIII : 8 marxes
- Categoria IX : diverses danses, minuets, allemande, etc., trios
- Categoria X et XII: obres diverses per a baríton (octets, quintets, duos))
- Categoria XI : 126 trios per a baríton
- Categoria : XIII : 3 concerts per a baríton
- Categoria XIV : 16 concertinos per a piano i corda
- Categoria XV : 45 trio amb piano
- Categoria XVI : 62 sonates per a piano
- Categoria XVII : diverses peces per a piano
- Categoria XVIII : 11 concerts per a instruments de teclat
- Categoria XIX : peces per a rellotge musical
- Categoria XX : Les set últimes paraules de Crist a la creu (versió original i transcripcions)
- Categoria XXa-c : duos, trios i quartets vocals
- Categoria XXI : 3 oratoris: (Il ritorno di Tobia; La Creació; Les Estacions)
- Categoria XXII : 14 misses
- Categoria XXIII : obres religioses diverses
- Categoria XXIVa : 11 cantates et cors profans amb orquestra
- Categoria XXIVb : 24 àries profanes amb orquestra
- Categoria XXVIa : lieder amb acompanyament de piano
- Categoria XXVIb : cantates i cors amb instruments
- Categoria XXVII : 10 cànons religiosos et 47 cànons profans
- Categoria XXVIII : 13 òperes
- Categoria XXIX : òperes per a marionettes i singspiel
- Categoria XXX : música d'escena
- Categoria XXXI : arranjaments
- Categoria XXXII : pasticcios

D'algunes de les seves obres es disposa de manuscrit autògraf, però en la major part dels casos allò que ens ha arribat són còpies, atès que habitualment feia ús dels copistes d'Eisenstadt. Algunes obres són d'origen dubtós, possiblement apòcrif. A mesura que la seva anomenada augmentava, els editors i els copistes professionals van tenir pocs miraments a l'hora de difondre sota el seu nom les obres d'altres autors menys coneguts. Han estat els estudis crítics del segle xx els que han permès restablir l'autèntica paternitat d'aquelles obres.
Diverses composicions que figuren al catàleg o fins i tot completament desconegudes han desaparegut, probablement destruïdes pels incendis que van patir tant el castell d'Eszterháza com la mateixa casa del compositor.